# قبيلة الجرامنة
قبيلة الجرامنة قبيلة عربية مغربية تقع بين آسفي غربا، وجمعة سحيم شمالا، ومراكش شرقا، وسبت جزولة جنوبا، وهم حاليا يعرفون بدوار الجرامنة بالقرب من ثلاثاء بوقدرة.

## أصلها وتاريخها
قبيلة الجرامنة في الاصل، من عرب جشم بن معاوية بن بكر بن هوازن. من قبيلة بني جابر من جشم. فهم بذلك بنوا عمومة بني هلال وهم الاصرح نسبا في المغرب الاقصى، إذ ذكرهم ابن خلدون في كتابه، المسمى (كتاب العبر، وديوان المبتدأ والخبر في تاريخ العرب والبربر، ومن عاصرهم من ذوي السلطان الأكبر). وذكر أيضا في كتابه،(هؤلاء الاحياء في المغرب لهذا العهد فيهم بطون من قرة والعاصم ومقدم الاثيج وجشم والخلط وغلب عليهم جميعا اسم جشم فعرفوا به وهم بنو جشم بن معاوية بن بكر بن هوازن). إذ كانت فيهم رئاسة قبائل عبدة فهم فرع من الفروع التي آلت إليها رئاسة سفيان ومنهم أولاد جرمون أو الجرامنة بصيغة الجمع وهم رؤساء سفيان التاريخيين، وإتصلت الرياسة على سفيان في بني جرمون هؤلاء وقد كان على رأس سفيان شيخهم جرمون الذي خلف من بعده زعماء آخرون، وكان منهم مسعود بن كانون ومن تبعهم هؤلاء، وقد تميزوا جميعا بالجزالة والبسالة في حرب الاعداء على حد وصف ابن خلدون، ولما توفي أحمد المنصور الذهبي إرتحل سفيان من منطقة عبدة إلى الغرب فألف هناك قبيلة مختار وبقي أولاد جرمون أو الجرامنة في عبدة قرب اسفي، وأدركت شيخا عليهم لعهد السلطان ابي عنان الشيخ الذي كان يتولى أمرهم يحمل اسم يعقوب بن علي بن منصور بن عيسى بن يعقوب بن جرمون بن عيسى، المتوفى سنة 659 ه وكانوا حيا حلولا بأطراف تامسنا مما يلي اسفي وملك بسائطها الفسيحة عليهم الخلط، إذ هناك مخطوطات تدل على أن رئاستهم استمرت إلى عام 1295ه حيث كان شيخا عليهم سعيد بن محمد بن الطاهر الجرموني الجاسم الذي كان شيخا وزعيما على أبناء عشيرته.